# Diospyros papuana
Diospyros papuana är en tvåhjärtbladig växtart som beskrevs av Theodoric Valeton. Diospyros papuana ingår i släktet Diospyros och familjen Ebenaceae. Inga underarter finns listade i Catalogue of Life.